# Odontomachus peruanus
Odontomachus peruanus är en myrart som beskrevs av Hermann Stitz 1933. Odontomachus peruanus ingår i släktet Odontomachus och familjen myror. Inga underarter finns listade i Catalogue of Life.